# Zenón de la Rosa
Zenón de la Rosa fue un comerciante argentino nacido en la ciudad de Córdoba, Argentina, conocido por haber sido el último ajusticiado por pena capital en Córdoba, Argentina, en el siglo XIX.

## Asesinato de su esposa y fusilamiento
En la noche del 13 de diciembre de 1870, tras una discusión, asesinó a su esposa doña Rosario Ortiz, que pertenecía a la familia de don Antonio Ortiz del Valle, conocido como “el rey del suelo”. Esta era una familia de poder que nunca le perdonaría ese ataque homicida de celos a Zenón de la Rosa. Además, la reprobación pública sellaría su suerte al ser condenado a recibir la pena capital.    
A las 11.20 de la mañana del 29 de abril de 1872, Zenón de la Rosa recibió la descarga mortal del pelotón de fusilamiento a sus 43 años.
Este evento convenció a muchos que era hora de terminar con la pena capital. A pesar de ser suprimida en el Código Penal recién en 1922, nunca más se llegó a aplicarla en Córdoba.